# Stubbe – Von Fall zu Fall: Das vierte Gebot
Das vierte Gebot ist ein deutscher Fernsehfilm von Stephan Meyer aus dem Jahr 2002. Es handelt sich um den einundzwanzigsten Filmbeitrag der ZDF-Kriminalfilmreihe Stubbe – Von Fall zu Fall mit Wolfgang Stumph in der Titelrolle.

## Handlung
Kommissar Wilfried Stubbe muss den Mord an dem Journalisten Knut Börges aufklären, der erdrosselt in seinem Auto aufgefunden wurde. Börges hatte vor seinem Tod zuletzt mit dem 16-jährigen Heimkind Frank Stolze Kontakt. Dieser wird von Stubbe und Zimmermann gesucht und flieht, nachdem er von ihnen entdeckt wird, als er gerade Börges Büro durchsucht. Dabei fällt ihm neben ihn interessierende Unterlagen auch dessen Pistole in die Hände, die er nun ohne viel nachzudenken zu seiner Verteidigung einsetzt. Die Kommissare sind fassungslos, weil sich der Verdacht zunehmend erhärtet, dass Stolze seinen väterlichen Freund aus Wut heraus umgebracht hat.
Anhand der Unterlagen vom Jugendamt, die Stubbe einsieht ist ersichtlich, dass Frank Stolze schon als Baby zur Adoption freigegeben wurde und mit Pflegeeltern in seinem Leben nicht viel Glück gehabt hatte. Als Mutter ist die heutige Richterin Frauke Seeberg eingetragen, aber kein Vater. Offensichtlich ist Frank Stolze verbittert und nach den Menschen auf der Suche, die seiner Meinung nach für sein unbefriedigendes Leben verantwortlich sind, denn laut einer Meldung wurde gerade auf einen Mann geschossen. Dieser gibt an, dass ein Junge bei ihm gewesen sei, der glaubte, dass er sein Vater sei, weil er früher einmal mit dessen Mutter liiert gewesen wäre. Er konnte Stolze davon überzeugen, nicht sein Vater zu sein, verriet ihm aber Details zu seiner Mutter, von der Stolze bisher nur ein Foto besaß. Stubbe und Zimmermann befürchten nun, der Junge könnte Frauke Seeberg etwas antun. Sie informieren die Richterin von der Gefahr, in der sie sich befindet. Doch sie ist zu sehr mit dem zurzeit laufenden Verfahren gegen die Baumafia beschäftigt, welches den halben Hamburger Senat in Misskredit bringt, dass ihr ein Minderjähriger, wenn auch gewalttätig, keine Angst zu machen scheint. Die Schwangerschaft wäre nach ihren Angaben durch eine Vergewaltigung zustande gekommen, weshalb ihr der Vater des Kindes unbekannt sei. Stubbe glaubt ihr nicht so recht und will sich bei Familie Seeberg ein wenig umhören. Die gibt sich sehr verschlossen und das einzige was er dort allerdings erfährt, ist, dass der Bruder der Richterin in Kürze heiraten will und sie selber das elterliche Schloss kaum noch aufsucht.
Es gibt Anzeichen, dass noch vor Frank Stolze jemand im Büro des Journalisten war und nicht Stolze, sondern der Einbrecher die Unterlagen entwendet hat. Nach Stubbes Vermutung, eine Story über die bevorstehende Heirat von Bernhard Seeberg. Zufällig wird ihm die Tragweite des laufenden Verfahren der Richterin gegen die Baumafia bewusst. Womöglich sucht hier jemand eine Möglichkeit die Frau aus dem Prozess zu drängen.
Auf der Suche nach seinen biologischen Eltern stößt Frank Stolze inzwischen auf das Schloss Seeberg. Hier trifft er seinen Onkel, der ihn überraschend fair behandelt und nicht gleich bei der Polizei ausliefert. Er bietet ihm sogar ein Zimmer an, um hier zu bleiben. Der Junge lehnt erst einmal ab, weil er nochmal nach Hamburg will, um jemanden zu treffen, von dem er sich sicher ist, dass er weiß, wer sein Vater ist. Dabei verrät er seinem Onkel den Namen. Bernhard Seeberg begibt daraufhin umgehend nach Hamburg. Stubbe ist derweil hinter das Geheimnis der Richterin gekommen und auf der Suche nach Bernhard Seeberg. Als er ihn findet nimmt dieser seinen Neffen als Geisel und flieht. Stubbe verfolgt ihn und nimmt Seebergs Schwester mit dazu. Auf dem Weg spricht sie mit Stubbe über ihre Vergangenheit und dass das Kind von ihrem Bruder ist. Sie hätten sich geliebt und es wäre ihr sehr schwer gefallen ihr Baby wegzugeben. Als sie nun ihrem Sohn begegnet, ist sie erleichtert.
Bernhard Seeberg, der die Aussichtslosigkeit seiner Lage erkannt hat, gibt auf und bittet, dass man Frank im Glauben lässt, dass er nur sein Onkel wäre.

## Hintergrund
Der Film wurde in Hamburg und Umgebung gedreht und am 21. Dezember 2002 um 20:15 Uhr im ZDF erstausgestrahlt.

## Kritik
Für die Kritiker der Fernsehzeitschrift TV Spielfilm war Das vierte Gebot ein Stubbe-Krimi, der „endlich mal Laune“ mache, weil er „wirklich spannend und interessant inszeniert“ sei, obgleich „Stubbes Familienprobleme so schnarchig wie immer“ seien. Sie vergaben die bestmögliche Wertung, indem sie mit dem Daumen nach oben zeigten.